# طراز رومانسي وطني

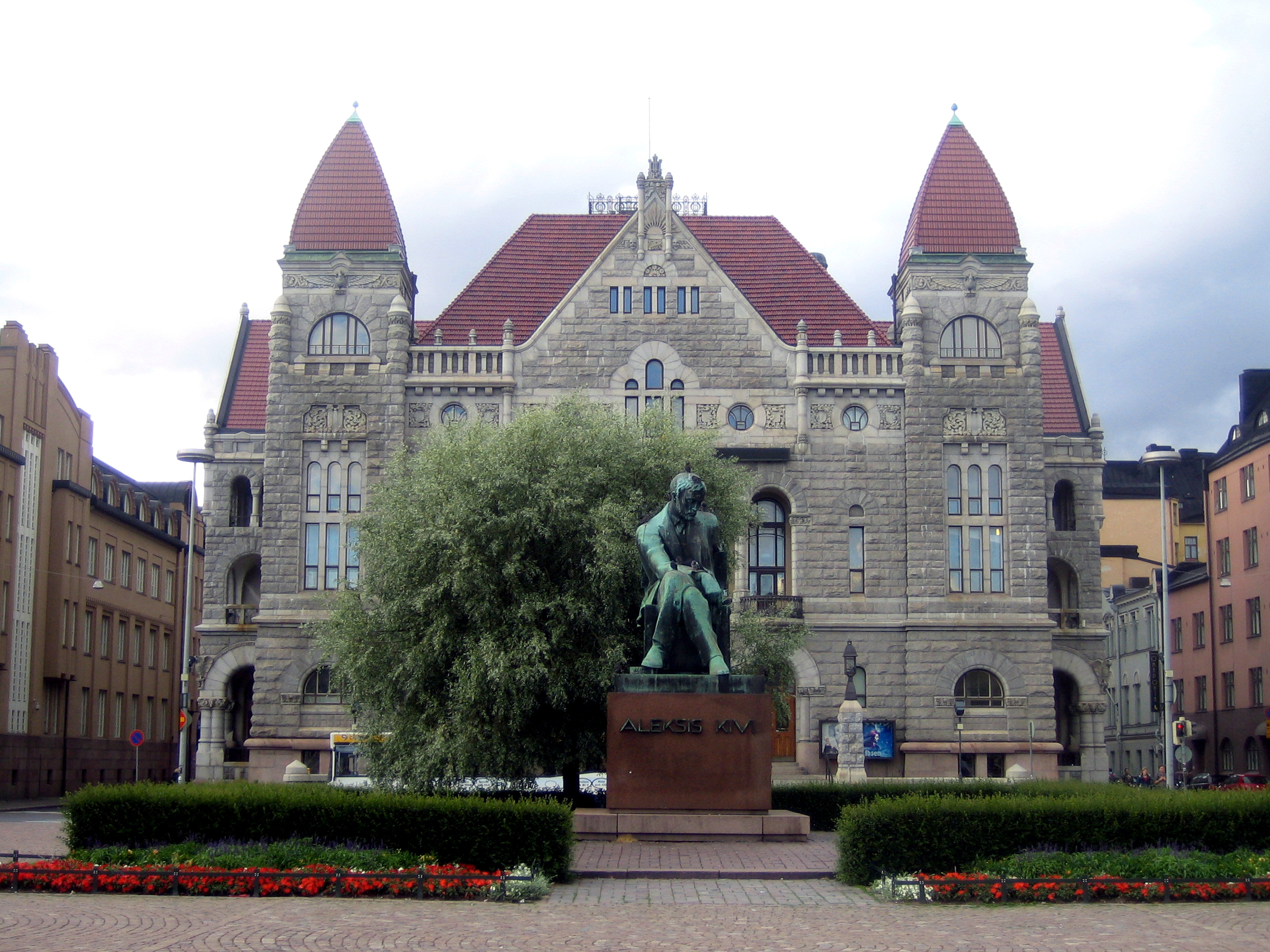
المسرح الوطني الفنلندي في بوري، فنلندا (1872). حيث يظهر في تصميم واجهته الطراز المعماري القومي الرومانسي.

الطراز الوطني الرومانسي (بالإنجليزية: National Romantic style) هو طراز معماري إحيائي ظهر في دول الشمال كجزء من الحركة الرومانسية القومية في أوروبا خلال القرن التاسع عشر والقرن العشرين. انتشر هذا الطراز في البداية في فنلندا، ثم في باقي الدول الإسكندنافية الأخرى: الدنمارك، النرويج، والسويد، بالإضافة إلى روسيا (في سانت بطرسبرغ بشكل أساسي). 
كانت العمارة الرومانسية الوطنية تعبر عن المثل العليا الاجتماعية والسياسية التقدمية، من خلال العمارة المحلية الإصلاحية، بعكس عمارة الإحياء القوطي التي ظهرت في أماكن أخرى من أوروبا.

## أمثلة

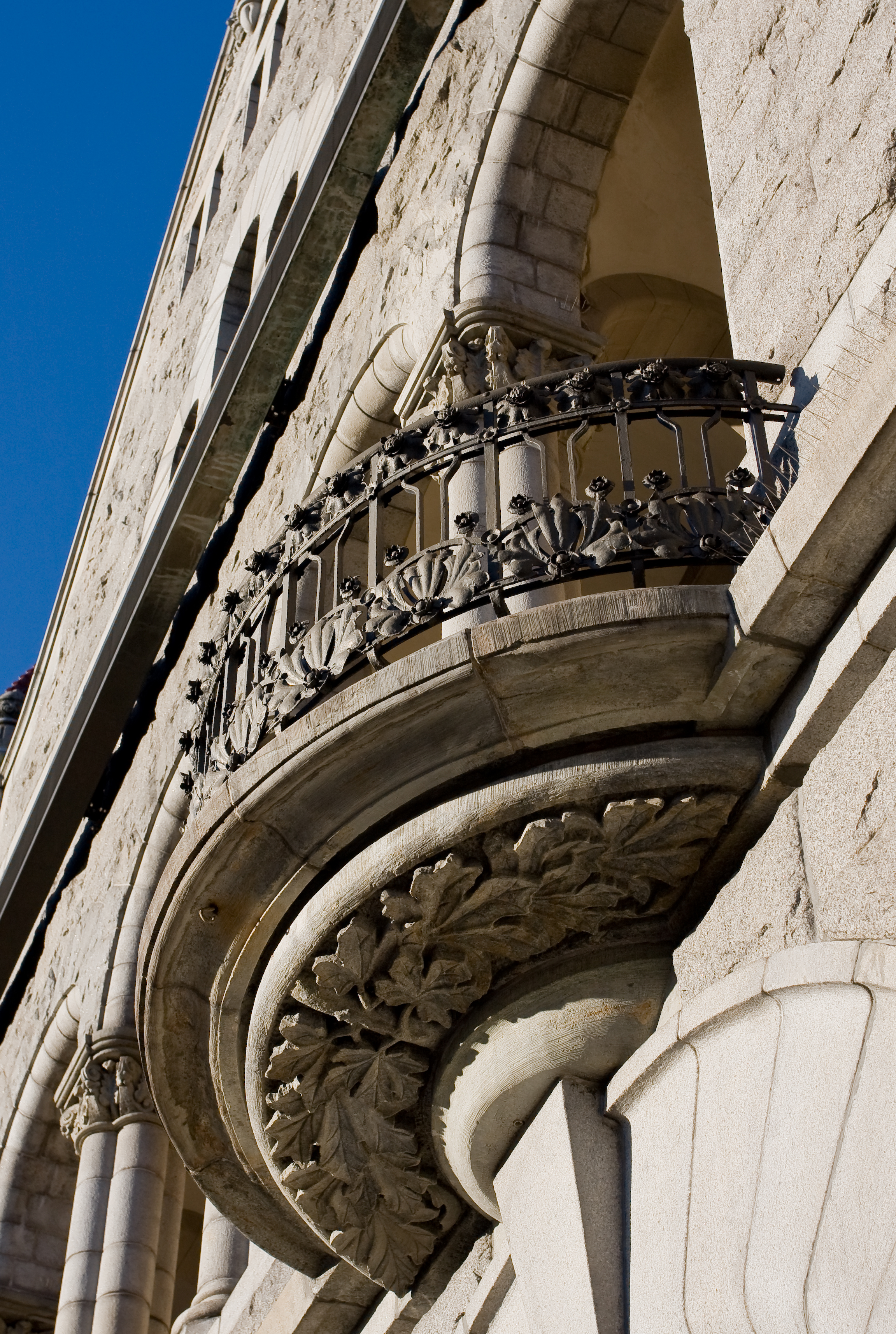
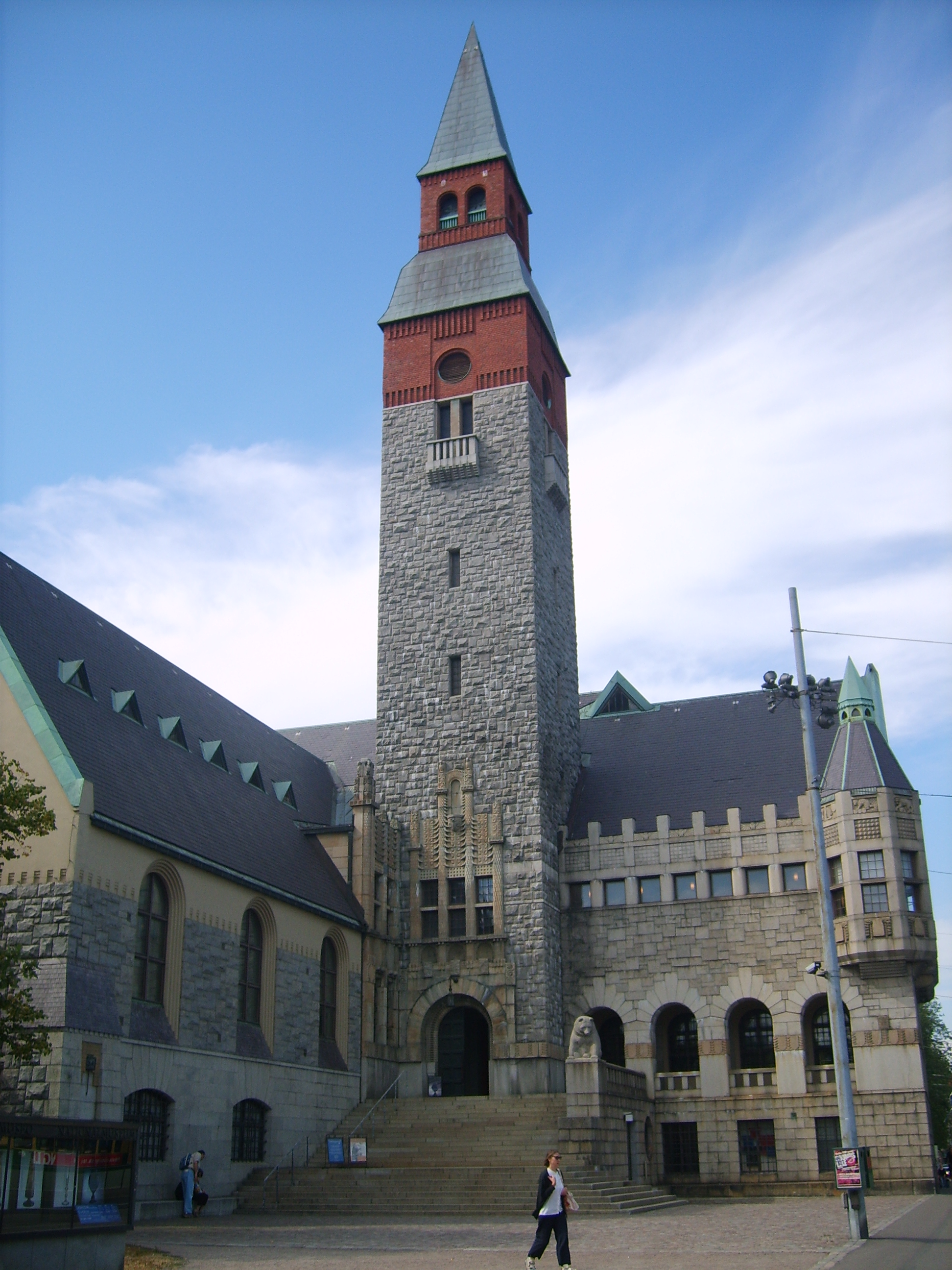
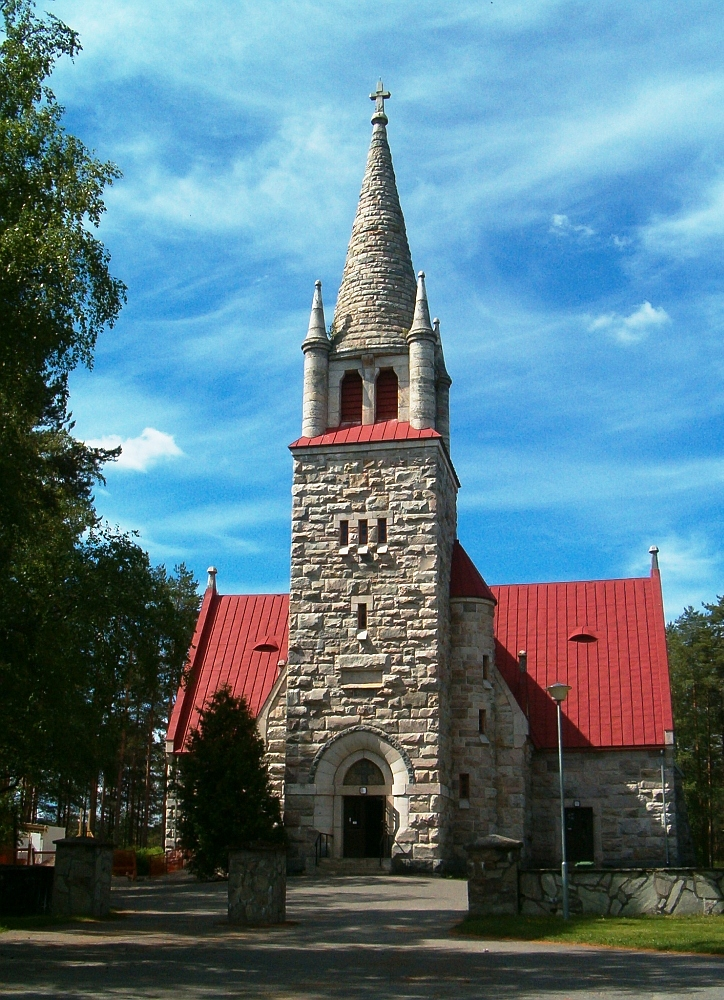
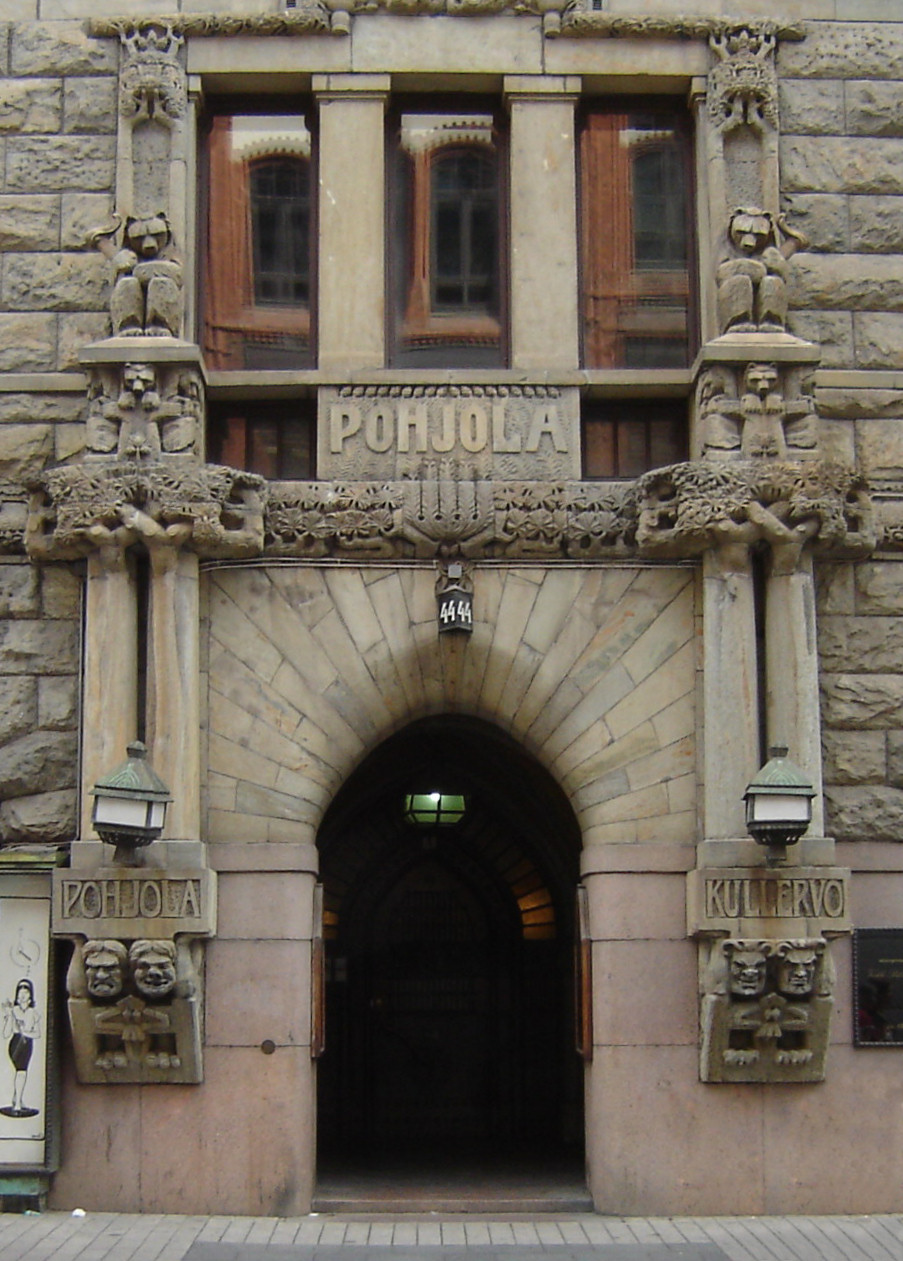